# Tekle Georgis II. Etiopski
Tekle Georgis II. Etiopski (geez: ተክለ ጊዮርጊስ) rođen kao je Vagšum Gobeze ( ? - 1873.), bio je etiopski car (neguš negasti) od  (1868. do 1872.). 
Gobeze je temeljio svoje pravo na carsko prijestolje na osnovu dvije linije svog rodoslovlja; njegov otac Vagšum Gebre Medhin, bio je slijednik stare dinastije Zagaj i vladar Laste, a po majčinoj liniji bio je potomak Salomonske dinastije. Njegovi glavni takmaci u borbi za prijestolje bili su Menelik II., u to vrijeme samo neguš pokrajine Šoa, i dejazmač Kasaj (pozniji car Ivan IV.). Gobeze je oženio Kasajevu sestru - Dinkineš Merča.
Kako je vladavina Tekle Georgisa bila kratkotrajna, bez nekih značajnih novina, na nekim etipskim carskim listinama on se uopće ni ne spominje.

## Životopis
Za Gobezea se prvi put saznalo, kad je stao na čelo pobune u Lasti 1864., ravno šest godina nakon što mu je oca Gebre Medhina dao pogubiti tadašnji car Tevodros II. zbog toga što je podupro bunu Ageja Niguse.
Gobeze je poduzeo prvi korak u borbi za carsku titulu, prije samoubojstva cara Tevodrosa II. u vrijeme kad se bižila kraju britanska ekspedicija po Etiopiji. Krajem 1867. on je krenuo u napad na Tevodrosovu utvrdu u Makdali, ali zaustavljen na 50 km od utvrde.
Vagšum Gobeze proglasio se carem u kolovozu 1868. godine, i uzeo si carsko ime Tekle Georgis II. Etiopski u Sokoti, na teritoriju kojim je vladao u - Vagu. Kako je abuna Etiopske tevahedo crkve umro neposredno prije njegova proglašenja, nije bilo nikog tko bi ga mogao okruniti za cara. No ono što je bilo puno ozbiljnije, za cara ga nisu priznavali ni njegovi takmaci, pa čak ni njegov šogor Ivan Kasaj.
Dejazmač Ivan Kasaj uspio se dokopati veće količine suvremenog britanskog naoružanja, koje su mu oni ostavili za usluge tijekom njihove ekspedicije po Etiopiji. Zbližio se s britanskim avanturistom Johnom Kirkhamom koji mu je postao osobni savjetnik, i instruktor njegove vojske. Njegova moć još je više ojačala nakon što si je 1870., osigurao pristup moru, prednost koju ni jedan njegov takmac za carsku titulu nije imao, tako je on u miru čekao rasplet događaja, zapravo dolazak novog etiopskog abune iz Aleksandrije koji bi ga mogao okruniti za zakonitog cara. Vrlo slično postupio je i Menelik II. koji se utaborio u svojoj Šoi i mirno čekao sukob svoja dva najveća rivala.
Tekle Georgis II., znao je da mu nema druge do direktnog sukoba s Ivanom Kasajom te je nakon što je osigurao podršku Adala od Godžama i neguša Menelika od Šoe, napao je njegovo uporište Tigraj 1871.
Dvije vojske sukobile su se prvi put kod Zulavuja 21. lipnja i tukle cijeli dan, i pored značajne brojčane prednosti koju je imao Tekle Georgis, pobjedu je iznio dejazmač Kasaj čija je brojčano slabija vojska bila discipliranija, bolje obučena, i puno bolje opremljena.
Tekle Georgis se uspio povući preko rijeke Mareb, ali je Ivan Kasaj krenuo u potjeru za njim, opkolio ga i prisilio na odlučnu bitku kod Adve 11. srpnja 1871. u kojoj ga je porazio, i ranjenog zarobio. Već sljedeće 1872. godine, 21. siječnja Ivan Kasaj okrunjen je za cara pod carskim imenom Ivan IV. Etiopski
Tekle Georgis je oslijepljen i zatočen sa svojim bratom i majkom u manastir Abba Garim, pored Adve, gdje je umro ili bio pogubljen nekoliko godina kasnije.
Nakon njegove smrti njegova udovica, carica Dinkineš Merča (sestra Ivana Kasaja), preselila se na dvor u Mek'ele i nastavila živjeti uz sve počasti carskog naslova. 